# Poniatiwka (obwód chersoński)
Poniatiwka (ukr. Понятівка) – wieś na południu Ukrainy, w obwodzie chersońskim, w rejonie biłozerskim. Położona pomiędzy Dnieprem a odcinkiem drogi międzynarodowej M14 z Chersonia do Melitopola. Ma 1110 mieszkańców.

## Historia
Wieś założona 1 września 1780 roku jako własność Stanisława Augusta Poniatowskiego. W 1783 zamieszkiwało tu 140 osób, a w 1859 odnotowano istnienie 31 zagród.